# Parque Nacional Tarbagatai
O Parque Nacional Tarbagatai (em cazaque:  Тарбағатай ұлттық паркі, Tarbaǵataı ulttyq parki), também Tarbagatay, foi criado em 2018 para proteger uma região de estepe montanhosa no leste do Cazaquistão, que suporta várias espécies de árvores frutíferas silvestres que foram isoladas da invasão genética por variedades comerciais.

## Clima e ecorregião
A designação oficial do clima para a área de Tarbagatai é "Clima continental húmido - subtipo de verão quente" (classificação climática de Köppen), com grandes diferenciais sazonais de temperatura e um verão quente (pelo menos quatro meses com média de 10 °C (50 °F), mas nenhum mês com média acima de 22 °C (72 °F).

## Flora e fauna
A região é de alta biodiversidade, com mais de 1.600 espécies de plantas vasculares identificadas, 270 de aves, 19 de peixes, 23 de répteis e 80 espécies de mamíferos.